# Приобщаване на Северна Македония към Европейския съюз
Присъединяването на Северна Македония към Европейския съюз (ЕС) към 2018 е в текущия дневен ред за бъдещето разширяване на Съюза. Северна Македония е кандидат за членство от 2005 година, но още не е влязла в преговори за присъединяване. Декларация за присъединяване е представена през 2004 г., тринадесет години след обявяване на независимостта от Югославия. През юни 2014 г., Северна Македония е една от шестте страни-кандидатки, заедно с Албания, Исландия, Черна гора, Сърбия и Турция, декларирали своите намерения след последния кръг на разширяване, донесло членството на Хърватия. Сред пречките за пълноправно членството са постоянните възражения на Гърция спрямо името на страната, което е и причината, поради която официалното прието временно наименование пред Европейския съюз на страната е Бивша югославска република Македония, а не нейното тогавашно конституционно име Република Македония. Влизането в ЕС се определя като висш стратегически приоритет на правителството на страната, но към 2018 година влизането се описва като средносрочен и дългосрочен план.
Правителственото мото в официалното лого на кандидатурата гласи Слънцето също е звезда, като се намеква за Националното знаме на Северна Македония и другите звезди на знамето на Европа.
Северна Македония е бенефициент на помощ от 1,3 милиарда евро за развитие в срок до 2020 г. като част от програмата за финансиране на страните-кандидатки в ЕС.

## История
Северна Македония започва официално процеса на сближаване с Европейския съюз през 2000 г., инициирайки преговори с ЕС за стабилизиране и асоцииране и става първата страна на Балканите, подписала споразумение за стабилизация и асоцииране на 9 април 2001 в Люксембург. Договорът е ратифициран от македонския парламент на 12 април 2001 година и е първият, който е ратифициран от всички държави членки и влиза в сила от 1 април 2004.
На 22 март 2004 в Дъблин, Ирландия, Северна Македония подава молба за членство в ЕС. На 6 септември 2004 правителството на Северна Македония приема национална стратегия за европейската интеграция, с подкрепата на парламента в рамките на своята комисия по европейски въпроси. Правителството впоследствие започва процедура за отговори на въпросника на Европейската Комисия относно своята ефективност в процеса на подготовка за присъединяване в съответствие с Копенхагенските критерии – процес, който приключва на 31 януари 2005 година. Европейският Съвет официално предоставя на Северна Македония статут на страна-кандидат на 17 декември 2005 г., след преглед и положителна препоръка на кандидатурата от страна на Европейската комисия.

### Спорове
Една от основните пречки за влизане в ЕС в миналото е решеният в края на 2018 година след сериозно международно посредничество за името на държавата. Отчетено е, че то предполага териториални претенции към Гърция и собствената ѝ северната провинция Егейска Македония. Докато в страната дотогава предпочитат да използват конституционното си име, „Република Македония“, Европейския съюз, в потвърждение на опасенията на Гърция, запазва практиката да я признава само като „Бивша Югославска Република Македония“ – временен компромис, внедрен от Организацията на Обединените нации през 1993 година. Гърция, както и всяка друга държава от ЕС, има право на вето срещу новите кандидатури и до разрешаването на спора блокира влизането на Северна Македония. През април 2008 г. на срещата на върха на НАТО в Букурещ Гърция отхвърля всички предложения на правителството на Северна Македония и на посредника на ООН, включително името „Република Македония (Скопие)“ – и налага вето на македонското членство в НАТО. След като Северна Македония се съгласява да се присъедини като „Бивша Югославска Република Македония (БЮРМ)“, се достига до временно споразумение.
През 2006 г. ЕС разкритикува ръководството на страната, под ръководството на министър-председателя Никола Груевски, за неговата политика по отношение на албанското малцинство и политизацията на много държавни институции в предупреждение за това, че тези проблеми могат да станат непреодолими препятствия за официалното начало на преговорите за присъединяване.
През декември 2009 година, Гърция налага вето върху началото на преговорите за членство на Северна Македония в ЕС.
Двустранни конфликти съществуват и с България, главно свързани с противоречиви мнения относно исторически събития през XIX и ХХ век между двата народа. България влиза в ЕС на 1 януари 2007 г. През юли 2006 г. министърът на външните работи на България Ивайло Калфин и президентът Георги Първанов заявяват, че България не може да подкрепя влизането на Северна Македония безусловно, позовавайки се на негативно и агресивно отношение към българската история, поощрявано от властите на Северна Македония и дръзките отговори, получени от македонски политически ръководства.
През октомври 2012 г. Европейската комисия препоръчва за четвърти пореден път преговорите със Северна Македония да се стартират, макар при всеки от предишните случаи върху откриването на преговорите да е било наложено вето от страна на Гърция. През 2012 г. България също се възползва своето право на вето.
Решение за именуването значително е доближено, когато на 4 октомври 2012 година министърът на външните работи на Гърция изпраща проект за меморандум за разбирателство. Според сайтът Euractive на 8 ноември 2012 това предложение получава положителен отговор от македонския министър на външните работи. Щефан Фюле, европейският комисар по въпросите на разширяването и европейската политика за съседство, заявява, че смекчените позиции на двете държави би могло да доведе до влизане в преговори и компромис в спора за името. На 11 декември 2012 г., Съветът на Европейския съюз достига до извода, че Северна Македония може да започне преговори за присъединяване в началото на второто тримесечие на 2013 година, при условие, че се постигне споразумение по спора с България и Гърция. Съветът със задоволство отбелязва, че напредък в решаването на последния спор е постигнат с посредничеството на на ООН.
Въпреки това, през февруари 2013 г. Фюле отменя планираното си пътуване в Северна Македония за да оцени напредъка на страната в реформите, поради продължаващата политическа нестабилност в страната, включително и бойкоти на парламента и заплахата от бойкот на предстоящите местни избори от Социалдемократичния Съюз на Македония. Той предупреждава, че кризата е „заплаха“ за началото на преговорите за присъединяване. Политическата криза е преодоляна след компромисно споразумение между политически партии на 1 март 2013 година.
През октомври 2013 г. Европейската комисия препоръчва, за пета поредна година преговорите за присъединяването на Северна Македония да стартират. На последното заседание на Съвета на Европейския съюз през декември 2013, за пета поредна година се казва, че „политически критерии остават в достатъчна степен“, но по отношение на вземането на окончателно решение за започване на преговорите за присъединяване се решава да се преразгледа на този въпрос през 2014 година. Решението дали да се започнат или не преговори за влизане в Европейския съюз, ще бъде направено „на основата на обновяване на Комисията за по-нататъшното изпълнение на реформите в контекста на високо равнище за присъединяване, диалог и политическо споразумение, и конкретни стъпки, предприети за насърчаване на добросъседските отношения с България и за постигането на съгласувано и взаимно приемливо уреждане на въпроса за името с Гърция“.
Посредникът на ООН Матю Нимец, предложен от Гърция и Северна Македония, насрочва нов кръг на преговори на 26 март 2014 година. През февруари 2014 г. Европейският парламент приема резолюция, според която Копенхагенските критерии в голяма степен са изпълнени от Северна Македония за да започне преговори за членство в ЕС и се призовава Съветът на Европейския съюз да потвърди датата за начало на преговорите за присъединяване, като двустранните спорове не трябва да бъдат пречка за започване на преговори, въпреки че те трябва да бъдат решени преди присъединяването. Въпреки това Съветът се съгласява с мнението да не споменава за преговори със Северна Македония за присъединяването на своята среща през юни 2014 година. През май 2014 спорът за името все още е нерешен, но е обявено, че преговорите трябва да бъде възобновени след гръцките избори за европарламент и местни органи на 25 май.

### Хронология
- Октомври 1992 – Северна Македония назначава свой представител в Съвета на Европа в Брюксел, приемайки формулировката БЮРМ;
- 22 декември 1995 – Северна Македония и ЕС установяват дипломатически отношения и започват широкобхватни преговори за споразумения в областта на търговията, паричните операции и транспорта;
- Февруари 1996 – Постоянната дипломатическа мисия на Македония в Брюксел е повишена в посланическа;
- 10 март 1996 – Северна Македония става пълноправен партньор по програмата PHARE;
- 20 март 1996 – Започват преговори за постигане на договор за сътрудничество между Северна Македония и Европейската общност;
- 20 юни 1996 – Успешно приключват преговорите за постигане на договор за сътрудничество между Северна Македония и Европейската общност;
- Ноември 1997 – Договорът за сътрудничество в транспорта влиза в сила;
- 1 януари 1998 – Договорът за сътрудничество влиза в сила;
- Февруари 1998 – Първи политически разговори на министерско ниво в Охрид в съзвучие с Договора за сътрудничество;
- 11 март 1998 – Търговско споразумение в текстилния отрасъл, подновено на 1 януари 2000;
- 21/22 март 1998 – Първа среща на съвместно сътрудничество в Скопие;
- 5 март 1999 – Втора среща на съвместно сътрудничество в Брюксел;
- 24 януари 2000 – Европейската комисия приема директиви относно сътрудничество и възможен старт на преговори за присъединяване;
- Март 2000 – Откриване на делегацията на ЕС в Скопие; назначен е първи Ръководител на делегацията;
- 5 април 2000 – Начало на първи кръг от прегоеорите за SAA;
- Юни 2000 – Съветът на Европа приема на регулация за възможно членство;
- 24 ноември 2000 – SAA е започнат на Загребската среща;
- Декември 2000 – Въвеждане в сила на регулациите на Съвета относно извънредни търговски мерки. Северна Македония се присъединява към програмата CARDS 2002 – 2006;
- 16 февруари 2001 – Подписано е междинно споразумение за търговските практики в SAA;
- 9 април 2001 – Междинно споразумение за търговията и търговските практики в SAA влиза в сила от 1 юни 2001;
- Януари 2002 – Допълнителен търговски протокол за виното, алкохолните напитки и текстилните продукти;
- 20 февруари 2003 – Председателят на Европейската комисия Романо Проди посещава Скопие, потвърждавайки позицията на ЕС за перспективата за присъединяване на Северна Македония;
- 25 юли 2003 – Последна от шестте срещи на Съвета за сътрудничество в Брюксел;
- Февруари 2004 – В македонския парламент е подписана декларация за кандидатстване в ЕС;
- 22 март 2004 – На официална церемония в Дъблин македонското правителство депозира кандидатурата на Северна Македония за членство в EU;
- 1 април 2004 – SAA влиза в сила, след като е ратифициран от всички страни членки;
- 3 юни 2004 – Първа среща на Комитета за стабилизация и присъединяване в Скопие;
- 6 септември 2004 – Националната Стратегия за европейска интеграция е приета от македонското правителство;
- 14 септември 2004 – Първа среща на Комитета за стабилизация и присъединяване в Брюксел;
- 1 октомври 2004 – Въпросникът за подготовката за приобщаване е предаден от Еврокомисията на македонското правителство;
- 31 януари 2005 – Финализиране на отговорите на Въпросника от страна на македонското правителство;
- 14 февруари 2005 – Предаване на отговорите на Въпросника от македонската делегация в Брюксел;
- 22 април 2005 – Допълнителни въпроси от Еврокомисията;
- 10 май 2005 – Депозиране на отговорите на допълнителните въпроси в Брюксел;
- 9 ноември 2005 – Еврокомисията издава положителни препоръки за приобщаване на Северна Македония;
- 17 декември 2005 – Съветът на Европа в Брюксел одобрява кандидатурата на Северна Македония;
- 9 ноември 2006 – Еврокомисията решава да направи визови улеснения за Северна Македония;
- 12 юли 2007 – Европарламентът издава Доклад за напредъка на БЮРМ 2006[17] Едновременно Северна Македония и Гърция декларират „победа“ в междудържавния си спор, но всъщност докладът е критичен към Двустрания договор за имунитет със САЩ (който нарушава принципите Статута от Рим), към неуспешното въвеждане на принципите на Бадинтер, аферата Халед ел Маср; преименуването на скопското летище на „Александър Велики“ и други проблеми с опазването на околната среда и добросъседските отношения. Отхвърлени са две предложени поправки, засягащи конституционното название Северна Македония и отказите на България и Гърция да признаят македонски малцинства на своята територия.[18] От друга страна ЕС потвърждава, че спорът за името няма да бъде поставян по време на приобщаването на Северна Македония въпреки гръцкото право на вето. Евродепутатите от управляващата гръцка партия Нова Демокрация подкрепят резолюцията, а тези от опозиционната ПАСОК гласуват против.
- 23 юни 2008 – След Срещата на ЕС решаването на спора за името е добавено като изискване за приобщаването на Северна Македония.[6][19]
- 14 октомври 2009 – Еврокомисията препоръчвада се започнат преговори за приобщаване и пълноправно членство на Северна Македония.[20]
- 8 декември 2009 – Европейският съвет на министрите отлага обявяването на начална дата за преговори за приобщаване на Северна Македония поне до първата половина на 2010.[21]
- 14 март 2012 – Европарламентът приема резолюция, подтикваща Съвета да даде на страната начална дата за преговори за приобщаване. Институцията изказва своето съжаление от факта, че преговорите за приобщаване са блокирани от спора с Гърция. Европарламентът също изявява загриженост относно корупцията и неравностойното положение на децата от различни етнически групи.[22]
- 29 март 2012 – Еврокомисията започва преговори на високо равнище за диалог за приобщаване.[23]
- 10 октомври 2012 – В доклада си Комисията препоръчва откриване на преговори за приобщаване с цел ускоряване на реформите в страната и по-бързо решение на спора с Гърция под надзора на комисията.

## Преговорен процес
| Присъединителни глави                                            | Начална оценка на Еврокомисията    | Ниво на напредък(2016) | Начало на пресяването | Край на пресяването | Отворена глава | Затворена глава |
| ---------------------------------------------------------------- | ---------------------------------- | ---------------------- | --------------------- | ------------------- | -------------- | --------------- |
| 1. Свободно движение на стоки                                    | Много трудно приложимо             | Умерено подготвен      | –                     | –                   | –              | –               |
| 2. Свободно движение на работна ръка                             | Необходими още усилия              | Ранна фаза             | –                     | –                   | –              | –               |
| 3. Свобода на оказване на услуги                                 | Необходими още усилия              | Умерено подготвен      | –                     | –                   | –              | –               |
| 4. Свободно движение на капитали                                 | Необходими още усилия              | Умерено подготвен      | –                     | –                   | –              | –               |
| 5. Обществена отговорност                                        | Необходими сериозни усилия         | Умерено подготвен      | –                     | –                   | –              | –               |
| 6. Фирмено законодателство                                       | Необходими сериозни усилия         | Добре подготвен        | –                     | –                   | –              | –               |
| 7. Интелектуална собственост                                     | Много трудно приложимо             | Умерено подготвен      | –                     | –                   | –              | –               |
| 8. Конкурентоспособност                                          | Много трудно приложимо             | Умерено подготвен      | –                     | –                   | –              | –               |
| 9. Финансови услуги                                              | Необходими още усилия              | Умерено подготвен      | –                     | –                   | –              | –               |
| 10. Информационно общество и медии                               | Необходими сериозни усилия         | Добре подготвен        | –                     | –                   | –              | –               |
| 11. Земеделие и развитие на селските райони                      | Необходими сериозни усилия         | Умерено подготвен      | –                     | –                   | –              | –               |
| 12. Безопасност на храните, ветеринарна и фитосанитарна политика | Необходими сериозни усилия         | Малко подготвен        | –                     | –                   | –              | –               |
| 13. Рибно стопанство                                             | Без затруднения                    | Умерено подготвен      | –                     | –                   | –              | –               |
| 14. Транспорт                                                    | Необходими сериозни усилия         | Умерено подготвен      | –                     | –                   | –              | –               |
| 15. Енергетика                                                   | Необходими сериозни усилия         | Умерено подготвен      | –                     | –                   | –              | –               |
| 16. Данъци                                                       | Необходими сериозни усилия         | Умерено подготвен      | –                     | –                   | –              | –               |
| 17. Икономика и валутна политика                                 | Без затруднения                    | Умерено подготвен      | –                     | –                   | –              | –               |
| 18. Статистика                                                   | Без затруднения                    | Умерено подготвен      | –                     | –                   | –              | –               |
| 19. Социална политика и заетост                                  | Необходими сериозни усилия         | Умерено подготвен      | –                     | –                   | –              | –               |
| 20. Предприятия и индустриална политика                          | Без затруднения                    | Умерено подготвен      | –                     | –                   | –              | –               |
| 21. Трансевропейски мрежи                                        | Без затруднения                    | Добре подготвен        | –                     | –                   | –              | –               |
| 22. Регионална политика и координация на структурни средства     | Необходими сериозни усилия         | Умерено подготвен      | –                     | –                   | –              | –               |
| 23. Юридически и основни права                                   | Необходими сериозни усилия         | Добре подготвен        | –                     | –                   | –              | –               |
| 24. Правосъдие, свобода и сигурност                              | Необходими сериозни усилия         | Умерено подготвен      | –                     | –                   | –              | –               |
| 25. Наука и изследователска дейност                              | Без затруднения                    | Добре подготвен        | –                     | –                   | –              | –               |
| 26. Образование и култура                                        | Без затруднения                    | Умерено подготвен      | –                     | –                   | –              | –               |
| 27. Околна среда                                                 | Напълно несъвместим с изискванията | Малко подготвен        | –                     | –                   | –              | –               |
| 28. Защита на потребителя и здравеопазване                       | Необходими още усилия              | Умерено подготвен      | –                     | –                   | –              | –               |
| 29. Митнически съюз                                              | Необходими сериозни усилия         | Добре подготвен        | –                     | –                   | –              | –               |
| 30. Международни отношения                                       | No major difficulties expected     | Умерено подготвен      | –                     | –                   | –              | –               |
| 31. Международна сигурност и отбрана                             | No major difficulties expected     | Умерено подготвен      | –                     | –                   | –              | –               |
| 32. Финансов контрол                                             | Very Hard To Adopt                 | Умерено подготвен      | –                     | –                   | –              | –               |
| 33. Финасови и бюджетни провизии                                 | No major difficulties expected     | Ранна фаза             | –                     | –                   | –              | –               |
| 34. Институции                                                   | Нищо за усвояване                  | Нищо за усвояване      | –                     | –                   | –              | –               |
| 35. Други въпроси                                                | Нищо за усвояване                  | Нищо за усвояване      | –                     | –                   | –              | –               |
| Прогрес                                                          | 0 от 33                            | 0 от 33                | 0 от 35               | 0 от 35             |                |                 |

## Процес на либерализиране на визовия режим
На 1 януари 2008 г. започва облекчаване на визовия режим и реадмисиите между Сърбия и ЕС. Северна Македония стартира диалог за либерализиране на визовия режим с ЕС през февруари 2008 г. и е добавена към списъка на безвизов режим за гражданите на 19 декември 2009 г., което позволява на македонски граждани да влизат в Шенгенската зона, България, Кипър и Румъния без визи при пътуване с биометрични паспорти.

## Институции
Правителството на Северна Македония създава инфраструктура за управление на процеса на европейската интеграция въз основа на документ, приет през 1997 г. под името „стратегически база за членство на Република Македония в Европейския съюз“. Той се състои от следните институции:
- Комитет по въпросите за евроатлантическата интеграция с централна роля в процеса на вземане на решения и политиката на страната в процеса на европейска интеграция. Той е под председателството на министър-председателя и включва вицепремиерите, всички министри в правителството, управителя на Националната банка на Северна Македония и председателя на Македонската академия на науките и изкуствата.
- Работна Комисия по въпроси на европейската интеграция на Правителството на Северна Македония (WCEI), оглавявана от заместник министър-председател по въпросите на европейската интеграция, със заместник министърът на икономиката, а членове – секретарите на всички министерства. Това е оперативен, междуведомствена орган, занимаващ се с определяне на методи за изпълнение на стратегическите решения, политически насоки и приоритети на правителството, както и мониторинг на изпълнението на конкретни задачи.
- Заместник председател на Правителството, отговорен за европейската интеграция като център за управление и координация на оперативната част от процеса на интеграция. Нейната поддръжка и обслужване е сектор по въпросите на европейската интеграция в рамките на Генералния секретариат на Правителството на Бившата югославска република Македония.
- Сектор по въпросите на европейската интеграция в правителството на страната, натоварен със задачата да организира, да координира и синхронизира процеса на интеграция в ЕС. Тя е организирана в седем подразделения, които отговарят за сближаване на националното законодателство със законодателството на ЕС, превод на законодателни актове на ЕС, укрепване на институционалната рамка, подкрепа WCEI, координация чуждестранна помощ и на широката общественост на информация за ЕС и европейската интеграция.
- Отдели/сектори/звена по въпросите на европейската интеграция в рамките на министерствата, които имат сходни структура и компетенции, тъй като Централният сектор по въпросите на европейската интеграция в правителството, като ключово звено в институционалната инфраструктура.
- Външно министерство – ЕС – отговаря за комуникациите със структурите на ЕС чрез представителство на Бившата югославска република Македония в Брюксел, събирането на обоснована и навременна информация, които влияят на процеса на интеграция и представяне на единна гледна точка и позиция в европейските структури.

Други институции, които поддържат процеса на интеграция в ЕС, са следните:
- Парламентарна комисия по европейските въпроси;
- Секретариат по законодателството;
- Генерален секретариат на правителството;
- Подкомисия на WCEI за сближаването на законодателството с нейните работни групи.

## Последици от присъединяването
| Страните-членки на | Население            | Площ (km2)         | БВП (милиарда щатски долара) | БВП $на глава от населението (САЩ) | Езици      |
| ------------------ | -------------------- | ------------------ | ---------------------------- | ---------------------------------- | ---------- |
| Северна Македония  | 2 058 539            | 25,713             | 10.98                        | 4,935                              | македонски |
| ЕС28               | 507 890 191          | 4 381 376          | 17,267                       | 32,501                             | 24         |
| ЕС28+1             | 509 948 730 (+0,41%) | 4 407 089 (+0,59%) | 17,277.98 (+0,06%)           | 31,550 (-0,1%)                     | 25         |

## Списък на литературата
1. ↑  Embassy of Greece – Washington, DC //  Answer of FM Ms. D. Bakoyannis regarding the FYROM name issue.    Архивиран от оригинала на 2007-03-02. Посетен на 11 септември 2006.
2. ↑  United Macedonian Diaspora //  Interview with Greek Foreign Minister Dora Bakoyannis.    Архивиран от оригинала на 29 септември 2007. Посетен на 2 ноември 2006.
3. ↑  "Report by B. Khiotis: «Εγώ δεν είπα ποτέ τη λέξη βέτο»[неработеща препратка] (на гръцки език) („I never used the word veto“), To Vima, 11 September 2007
4. ↑  ESI, European Stability Initiative. European Stability Initiative – ESI //   4 април 2017. Посетен на 4 април 2017.
5. ↑  Euronews.net //  Western Balkans told 'hold' for EU membership.    Архивиран от оригинала на 2006-11-22. Посетен на 2 ноември 2006.
6. 1 2  Macedonia 'Name' Solution Before EU Talks //  BalkanInsight.com.   20 юни 2008.
7. ↑  Sazdovska, Marina Malis, Cane Mojanoski, and Svetlana Nikoloska. „Some Aspects Of Corruption In Republic Of Macedonia.“ Horizons / Horizonti 16.(2014): 89. Publisher Provided Full Text Searching File. Web. 23 Oct. 2015.
8. ↑  Bulgaria's Kalfin suggests support for Macedonia's EU bid is conditional //   SETimes.com, 25 юли 2006. Посетен на 25 март 2013.
9. ↑  Jul 31 2006 09:16 CET 2472 Views. Bulgaria'S Position Concerning Macedonia Unchanged – Kalfin – Bulgaria //   The Sofia Echo, 31 юли 2006. Посетен на 25 март 2013.
10. ↑  Aug 07 2006 09:00 CET 2259 Views. Foreign briefs – Bulgaria //   The Sofia Echo, 7 август 2006. Посетен на 25 март 2013.
11. ↑  FOCUS Information Agency //   Focus-fen.net.  Архивиран от оригинала на 2018-01-25. Посетен на 25 март 2013.
12. ↑  Bulgaria vetoes Macedonia’s EU accession talks //   EurActive, 2 ноември 2012. Посетен на 2 ноември 2012.
13. ↑  Tziampiris, Aristotle. „The Macedonian Name Dispute And European Union Accession.“ Journal of Southeast European & Black Sea Studies 12.1 (2012): 153 – 171. Academic Search Complete. Web. 23 Oct. 2015.
14. ↑  FYROM appears to welcome Avramopoulos proposal //   Kathimerini (English edition), 8 ноември 2012. Посетен на 9 ноември 2012.
15. ↑  Rinke, Andreas. Macedonia’s EU talks could start without name resolution //   Reuters, 9 ноември 2012. Посетен на 10 ноември 2012.
16. ↑  Council conclusions on enlargement and stabilisation and association process (3210th general affairs council meeting) (PDF) //   Council of the EU, 11 декември 2012. Посетен на 26 декември 2012.
17. ↑  European Parliament resolution of 12 July 2007 on the 2006 Progress Report on the Former Yugoslav Republic of Macedonia
18. ↑  EP adopted report on Macedonia //  Makfax.   12 юли 2007.
19. ↑  Macedonia PM in Greek outburst after EU summit //  EurActiv.   23 юни 2008.
20. ↑  a1.com.mk
21. ↑  All Balkans Home //   Balkan Insight. Посетен на 25 март 2013.
22. ↑  Iceland, former Yugoslav Republic of Macedonia and Bosnia and Herzegovina, European Parliament Press Release. Посетен на 15 март 2012.
23. ↑  The former Yugoslav Republic of Macedonia //   Посетен на 18 май 2013.
24. ↑  eur-lex.europa.eu

|  | Тази страница частично или изцяло представлява превод на страницата Accession of Macedonia to the European Union в Уикипедия на английски. Оригиналният текст, както и този превод, са защитени от Лиценза „Криейтив Комънс – Признание – Споделяне на споделеното“, а за съдържание, създадено преди юни 2009 година – от Лиценза за свободна документация на ГНУ. Прегледайте историята на редакциите на оригиналната страница, както и на преводната страница, за да видите списъка на съавторите. ВАЖНО: Този шаблон се отнася единствено до авторските права върху съдържанието на статията. Добавянето му не отменя изискването да се посочват конкретни източници на твърденията, които да бъдат благонадеждни. |